# Maxi Gnauck
Maxi Gnauck född den 19 oktober 1964 i Berlin, Tyskland, är en östtysk gymnast.
Hon tog OS-guld i barr, OS-silver i mångkampen, OS-brons i lagmångkampen och OS-brons i fristående i samband med de olympiska gymnastiktävlingarna 1980 i Moskva.